# The Rum Diary (film)
 For alternative betydninger, se The Rum Diary. (Se også artikler, som begynder med The Rum Diary)
The Rum Diary er en amerikansk film der have premiere i 2011. Filmen er baseret på romanen af samme navn af Hunter S. Thompson. Filmen har Johnny Depp i hovedrollen som journalisten Paul Kemp der tager til Puerto Rico for at skrive for The San Juan Star. Filmen er instrueret af Bruce Robinson og produceret af Johnny Depp, der også spillede rollen som Raoul Duke i 1998-filmudgaven af Thompsons roman Fear and Loathing in Las Vegas, og var en personlig ven af Thompson selv.

## Medvirkende
- Johnny Depp som Paul Kemp, journalist for The San Juan Star
- Amber Heard som Chenault, Yeomans forlovede
- Aaron Eckhart som Sanderson, forretningsmand
- Giovanni Ribisi som Moburg
- Richard Jenkins som Lotterman, redaktør af The San Juan Star
- Bill Smitrovich som Zimburger
- Michael Rispoli som Bob Salas
- Julian Holloway som Wolsey
- Amaury Nolasco som Segurra
- Marshall Bell som Donovan